# Tomorrow's World
Tomorrow's World — чотирнадцятий студійний альбом англійського гурту Erasure, який був випущений 3 жовтня 2011 року.

## Композиції
Автор музики і слів Andy Bell and Vince Clarke. 
| #  | Назва                                 | Тривалість |
| -- | ------------------------------------- | ---------- |
| 1. | «Be with You»                         | 3:33       |
| 2. | «Fill Us with Fire»                   | 3:16       |
| 3. | «What Will I Say When You're Gone?»   | 3:42       |
| 4. | «You've Got to Save Me Right Now»     | 2:52       |
| 5. | «A Whole Lotta Love Run Riot»         | 3:46       |
| 6. | «When I Start To (Break It All Down)» | 3:43       |
| 7. | «I Lose Myself»                       | 3:15       |
| 8. | «Then I Go Twisting»                  | 3:51       |
| 9. | «Just When I Thought It Was Ending»   | 3:40       |

## Учасники запису
- Вінс Кларк - вокал
- Енді Бел - синтезатор, басс

## Позиція в чартах
| Хіт-парад       | Найвища позиція |
| --------------- | --------------- |
| Нідерланди      | 20              |
| Німеччина       | 35              |
| Велика Британія | 29              |
| США             | 61              |